# Chalcura orientalis
Chalcura orientalis är en stekelart som först beskrevs av Girault 1913.  Chalcura orientalis ingår i släktet Chalcura och familjen Eucharitidae. Inga underarter finns listade i Catalogue of Life.